# Laurent Saloff-Coste

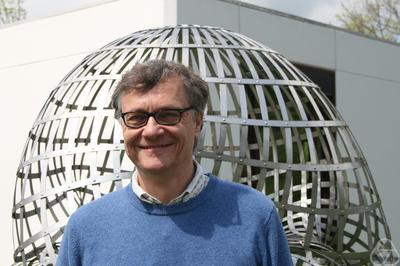
Laurent Saloff-Coste

Laurent Saloff-Coste (* 1958) ist ein französischer Mathematiker, der sich mit Analysis, Wahrscheinlichkeitstheorie und geometrischer Gruppentheorie beschäftigt.
Saloff-Coste wurde 1983 an der Universität Paris VI (Pierre et Marie Curie) promoviert (Thèse de troisieme cycle). Den zweiten Teil der französischen Promotion (Doctorat d’Etat) absolvierte er 1989 bei Nicolas Varopoulos (Analyse harmonique et analyse réelle sur les groupes). Er war in den 1990er Jahren Professor an der Universität Paul Sabatier (Toulouse III) und ist seit Anfang der 2000er Jahre Professor für Mathematik an der Cornell University in Ithaca, New York, wo er auch der Fakultät vorsteht (2012).
Saloff-Coste beschäftigt sich als Analytiker mit Fragen der Wahrscheinlichkeitstheorie, unter anderem in der Untersuchung von partiellen Differentialgleichungen bzw. stochastischen Prozessen für Diffusionsprozesse auf Mannigfaltigkeiten und deren Verbindung zur Geometrie der zugrundeliegenden Räume und mit Zufallspfaden (Random Walks) auf Gruppen und deren Zusammenhang mit der algebraischen Struktur der zugrundeliegenden Gruppen. Weiter befasste er sich mit quantitativen Abschätzungen der Eigenschaften endlicher Markow-Ketten und entsprechenden stochastischen Algorithmen.
1994 erhielt er den Rollo-Davidson-Preis. Er ist Fellow der American Mathematical Society. 2011 wurde er in die American Academy of Arts and Sciences gewählt. 2022 war er eingeladener Sprecher auf dem Internationalen Mathematikerkongress (Breaking heat kernel estimates into peaces).

## Schriften
- Aspects of Sobolev Type Inequalities, London Mathematical Society Lecture Notes, Band 289, Cambridge University Press, 2002.
- Random walks on finite groups, in  Harry Kesten (Herausgeber) Probability on Discrete Structures, Encyclopaedia Math. Sciences, Band 110, Springer Verlag,  2004, S. 263–346.
- mit Persi Diaconis Comparison theorems for random walks on finite groups, Annals of Probability, Band 21, 1993, S. 2131–2156
- Lectures on finite Markov chains, in Lectures on Probability Theory and Statistics, Lecture Notes in Mathematics, Band 1665, 1997, S. 301–413
- mit Nicholas Varopoulos, T. Coulhon Analysis and geometry on groups, Cambridge Tracts in Mathematics, Band 100, Cambridge University Press 1992
- mit Dominique Bakry, Michael Ledoux Markov Semigroups at Saint Flour, Reihe Probability at Saint Flour, Springer Verlag 2012